# Wyeomyia circumcincta
Wyeomyia circumcincta är en tvåvingeart som beskrevs av Dyar och Frederick Knab 1907. Wyeomyia circumcincta ingår i släktet Wyeomyia och familjen stickmyggor. Inga underarter finns listade i Catalogue of Life.